# Cinco Esquinas
Cinco Esquinas – dystrykt w Kostaryce, w kantonie Tibás, w prowincji San José.

## Geografia
Cinco Esquinas ma powierzchnię 0,67 kilometrów kwadratowych i leży na wysokości 1158 m n.p.m.

## Demografia
Według zliczenia ludności w 2011 roku w dystrykcie Cinco Esquinas mieszkało 5 925 mieszkańców.

## Transport

### Transport drogowy
Przez dystrykt Cinco Esquinas biegną następujące drogi krajowe:
- Droga krajowa nr 5
- Droga krajowa nr 100
- Droga krajowa nr 101
- Droga krajowa nr 108